# 良好农业规范
良好农业规范（簡稱GAP）是一套用于农业生产且生产结果与执行者利益相一致的操作规范。对于由哪些方法组成“良好农业规范”，有着很多不同的定义。所以，一个规范是否“良好”取决于你应用的标准。

## 联合国粮农组织对GAP的定义
良好农业规范是用于农场生产和产品加工过程的一套行为准则。目的是在获得安全、健康的食品及非食品农产品的同时，考虑经济、社会及环境的可持续发展。
GAP可以广泛应用到不同生产规模的农业体系中。GAP可以通过可持续发展农业手段进行实施，如害虫综合防治、肥料综合管理及保护性农业。GAP遵守4个原则：
- 经济、有效地生产充足的（食品防御安全）、安全的（食品安全）和营养的食品（食品质量）；[2];
- 维持并增强天然资源的利用；
- 保持可行的农业企业并对可持续发展作出贡献；
- 符合文化和社会需要。

近年来，由于快速变化的农业、世界贸易的全球化、食品危机（疯牛病）、水的硝酸盐污染、杀虫剂耐药性的出现及水土流失，GAP的概念也发生的变化。
GAP是由政府、非政府组织（NGO）及私有组织为了迎合农民和改革者的需要和特定要求发展起来的。但是，许多人认为这些应用很难整体或协调地执行。
他们提供了机会来评估和决定在生产过程中的每一个步骤要使用哪种农场规范。对于每个农业生产系统，他们的目的是允许一个全面的管理策略，也提供了面临变化时做出策略性调整的能力。这样一种管理策略的实现要求在生产过程的每一步都要知道、理解、计划、测定、监测并保持记录。采用GAP会带来更高的生产率、转化率和市场价格，因此最终会给消费者更来更高的花费。为了最小化生产成本并保持农产品质量，澳大利亚国际农业研究中心（Australian Centre for International Agricultural Research, ACIAR）一系列有益于农民的在线刊物来提供建议。
GAP要求为每个主要农业生态区的综合生产技术维持一个通用数据库，并在相应地区收集、分析并发布良好规范的信息。

## 与土壤有关的GAP
- 通过筑篱和挖沟减少风和水的侵蚀；
- 适时适量地使用肥料(即当植物需要肥料时)，避免肥料外流；
- 通过施肥维持或恢复土壤中的有机质，使用放牧、作物轮作；
- 减少土壤的压紧（避免使用重的机械设备）；
- 通过限制较重的耕作实践保持土壤结构[4]

## 和水有关的GAP
- 通过监测植物的需要和土壤的水保持能力进行计划灌溉，来避免排水造成的水流失；
- 根据需要限制水的输入量，并尽可能对水资源进行再利用，防止土壤盐碱化；
- 避免在水资源较少的地区种植需水量较高的作物；
- 避免排水和肥料外流；
- 保持长期的土壤覆盖，特别在冬天时要避免氮流失；
- 通过限制水大量流出认真管理水资源；
- 恢复或保持湿地；
- 为家畜提供好的饮水。[5]

## 与动物产品、福利和健康有关的GAP
- 尊重动物福利 (免受饥渴；免受不适；免受疼痛、伤害和疾病；自由地表达正常行为；以及免受恐惧和痛苦)；
- 避免非治疗的伤害、手术或侵害，如断尾或断喙；
- 避免对景观、环境及生命造成不利影响：如污染养殖的土地、食物、饮水和空气；
- 检查畜禽与转群情况，保持整个系统的结构；
- 防止进入食物链的化学及药物残留；
- 最小化抗生素或激素类的非治疗用药；
- 避免使用动物排泄物或动物物质饲喂动物（减少外来病毒或转基因的基因或类似疯牛病的毒性物质风险）；
- 最小化活体动物的运输（通过途步、火车或公路）（减少如口蹄疫等传染病的风险）；
- 防止废弃物外流（如来自猪排泄物的对水的硝酸盐污染），营养流失和温室气体散发（牛的甲烷）；
- 在仪器操作时最好使用安全的测量标准；
- 在整个生产链（配种、饲料、药物治疗）使用可追溯的处理过程，以便保证消费者的安全并在发生食品危机时尽可能得到反馈（如二噁英）。[6]

## 中国的GAP
- 2004年起，中国国家认监委开始良好农业规范国家系列标准的起草工作。
- 2005年12月31日，国家标准委批准发布了良好农业规范系列国家标准GB/T 20014.1—11，于2006年5月1日起正式实施。
- 2006年1月24日，中国国家认监委批准发布了《良好农业规范（GAP）认证实施规则（试行）》[7]。
- 2007年9月6日，国家认监委对2006年1月发布的《良好农业规范认证实施规则（试行）》（CNCA-N-004:2006）进行了修订，并于2008年1月1日起施行。[8]

### 良好农业规范系列国家标准
包括以下11个标准：
- GB/T 20014.1-2005 良好农业规范第1部分：术语
- GB/T 20014.2-2005 良好农业规范第2部分：农场基础控制点与符合性规范
- GB/T 20014.3-2005 良好农业规范第3部分：作物基础控制点与符合性规范
- GB/T 20014.4-2005 良好农业规范第4部分：大田作物控制点与符合性规范
- GB/T 20014.5-2005 良好农业规范第5部分：水果和蔬菜控制点与符合性规范
- GB/T 20014.6-2005 良好农业规范第6部分：畜禽基础控制点与符合性规范
- GB/T 20014.7-2005 良好农业规范第7部分：牛羊控制点与符合性规范
- GB/T 20014.8-2005 良好农业规范第8部分：奶牛控制点与符合性规范
- GB/T 20014.9-2005 良好农业规范第9部分：生猪控制点与符合性规范
- GB/T 20014.10-2005 良好农业规范第10部分：家禽控制点与符合性规范
- GB/T 20014.11-2005 良好农业规范第11部分：畜禽公路运输控制点与符合性规范

## 美国农业部的GAP/GHP项目
美国农业部（USDA）目前使用审计/认证程序来证实农场是否使用良好农业规范（Good Agricultural Practices, GAP）和/或良好处理规范（Good Handling Practices, GHP）。和FAO的方针不同，USDA的方针主要关注于食品安全，且没有表述像动物福利、生物多样性或使用抗生素和激素这些主题。这些程序是在新泽西州农业部门在请求USDA建立GAP和GHP审计程序之后发展起来的，而批发商也常要求农民证明他们采用了GAP和GHP。
USDA的GAP/GHP方针和原则是基于1998年FDA发布的"新鲜水果与蔬菜微生物危害最低化指南（Guide to Minimize Microbial Food Safety Hazards for Fresh Fruits and Vegetables.）"

## 臺灣的GAP
臺灣自2007年開始實行產銷履歷驗證制度以來，行政院農業委員會以作物品項為中心公布了超過一百項的臺灣良好農業規範(Taiwan Good Agriculture Practice, TGAP)作為驗證基準。TGAP之內涵基準大致上遵循風險管理原則進行撰寫，但由於缺乏統一的撰寫規範，使得作物品項間的風險管理點需求常有歧異，因此在2015年間開始進行規範的變革，首先將多種魚類的TGAP整合為有鰭魚類TGAP，2020年公告57項蔬菜生產模式之TGAP，將持續進行果樹類別TGAP之整合工作。